# サルムソン

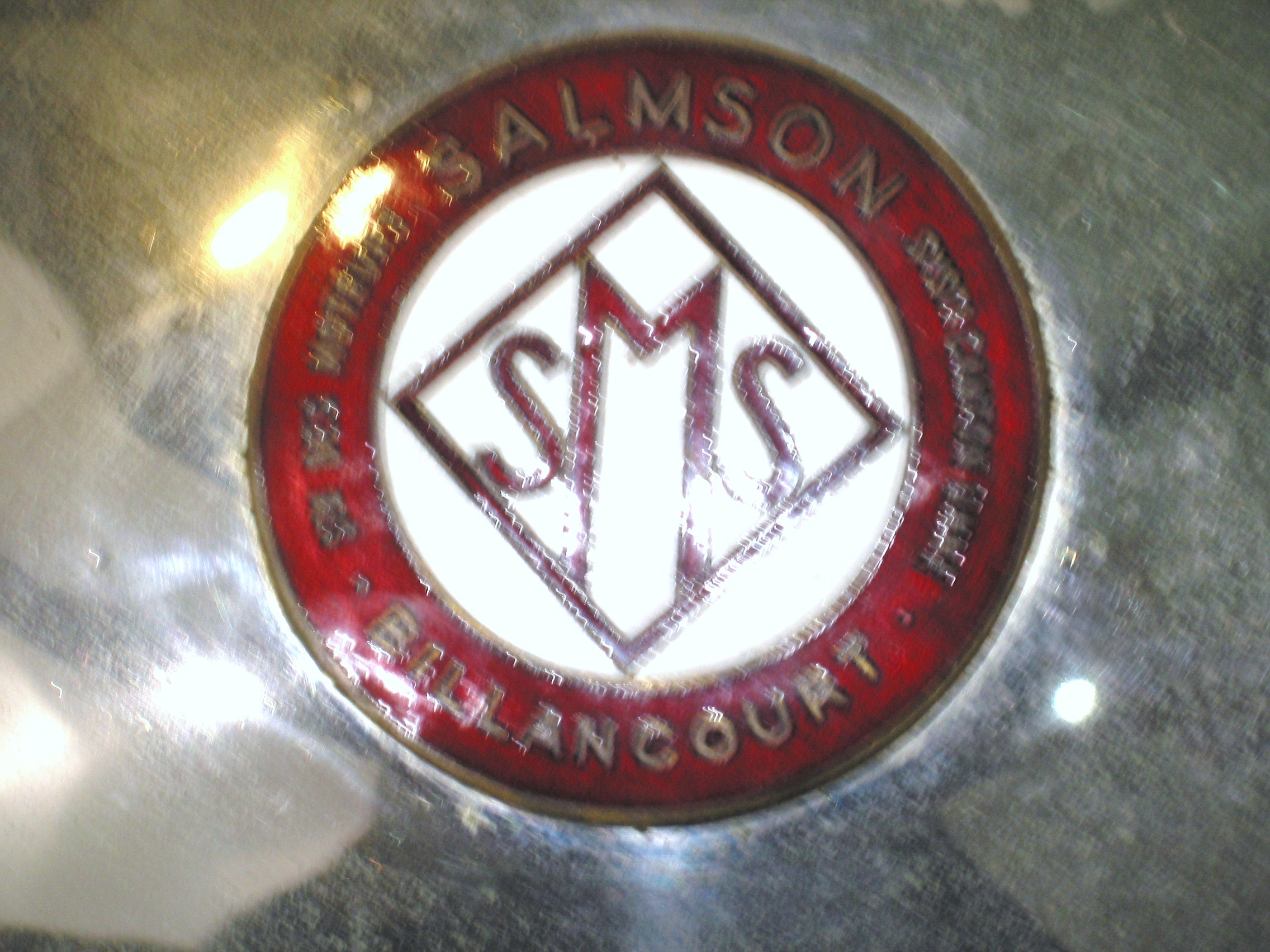
サルムソン製自動車のエンブレム

サルムソン（Salmson ）は、フランスのポンプメーカーである。会社の草創期は自動車産業や航空機産業の分野のエンジニアリング会社であったが、1960年代にポンプシステムの製造設計会社に転業した。革新的な技術で郵便飛行やル・マン24時間レースの発展に大きく寄与した。

## 沿革

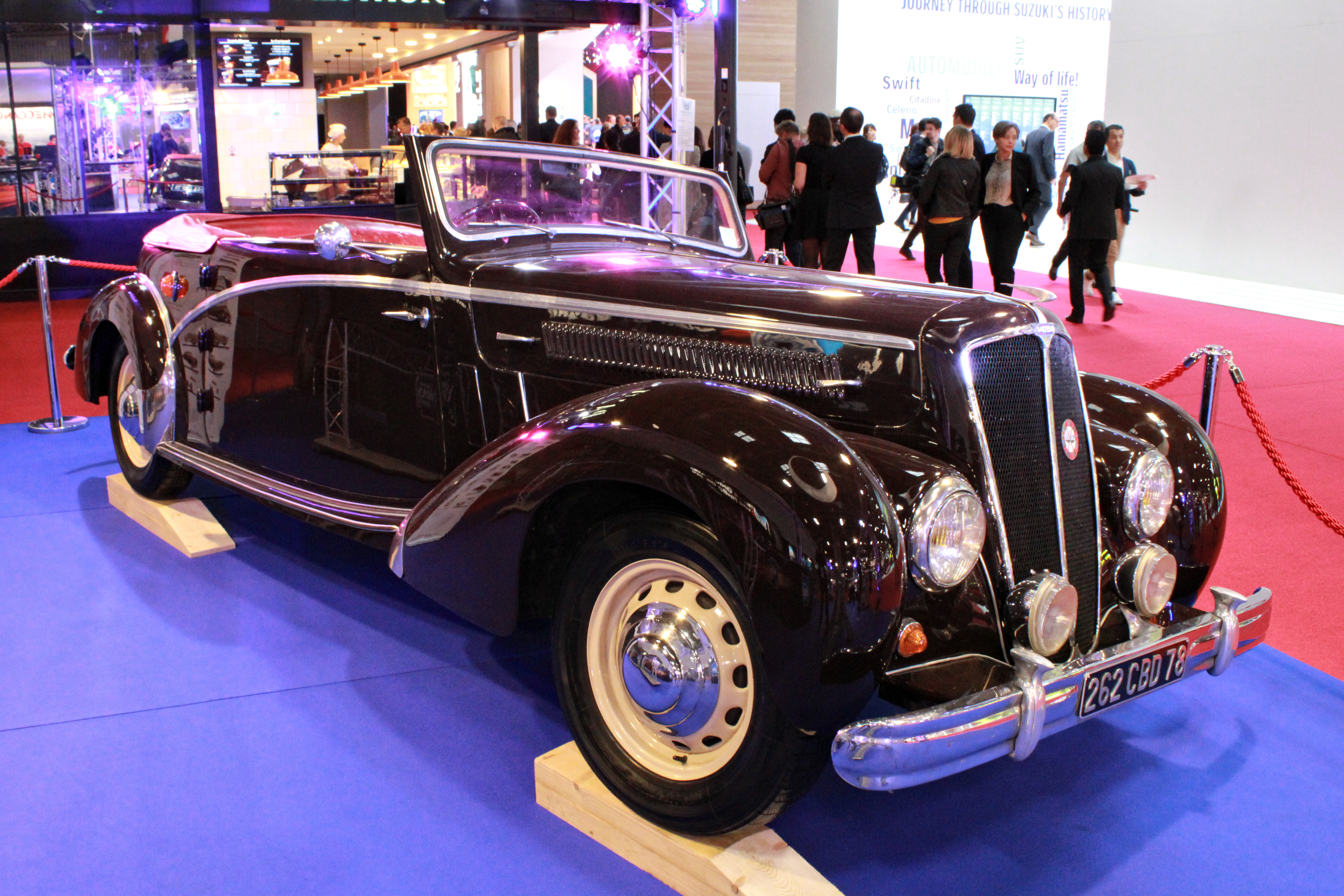
サルムソンS4E（1937年）

- 1890年 - エミール・サルムソン社（Emile Salmson, Ing. ）創業。蒸気機関、ポンプの製造、販売、修理の専門会社であった。早期の納入先は橋梁、道路、鉄道、軍事施設等の建設業者であった。サルムソンは遠心式のポンプやコンプレッサーを初めて市場に投入した。
- 1896年 - エミール・サルムソン（Emile Salmson & Cie, Ingénieurs Constructeurs ）と改称する。経営多角化の一環として、油圧機器、ガソリンエンジン、オイルなどの開発を進め、航空用エンジン部門がビヤンクールに移転した。
- 1911年 - インドのイラーハーバードでの初めての郵便飛行にサルムソン製エンジンを搭載した飛行機が使われる。
- 1919年 - 航空機用エンジン製造部門を自動車製造部門に改組。
- 1921年 - エミール・サルムソン死去。
- 1957年 - ビヤンクールで製作された最後の自動車“2300 S”がル・マン24時間レースのGTクラスで優勝する。
- 1961年 - 生産拠点をマイエンヌ県のラヴァル市に移転する。
- 1984年 - ドイツのポンプメーカーWILO AGに買収され、シェアがヨーロッパ2位となる。